# Cung xỉ đủng đỉnh
Cyrtomium caryotideum là một loài thực vật có mạch trong họ Dryopteridaceae. Loài này được (Wall. ex Hook. & Grev.) C. Presl miêu tả khoa học đầu tiên năm 1836.

## Hình ảnh

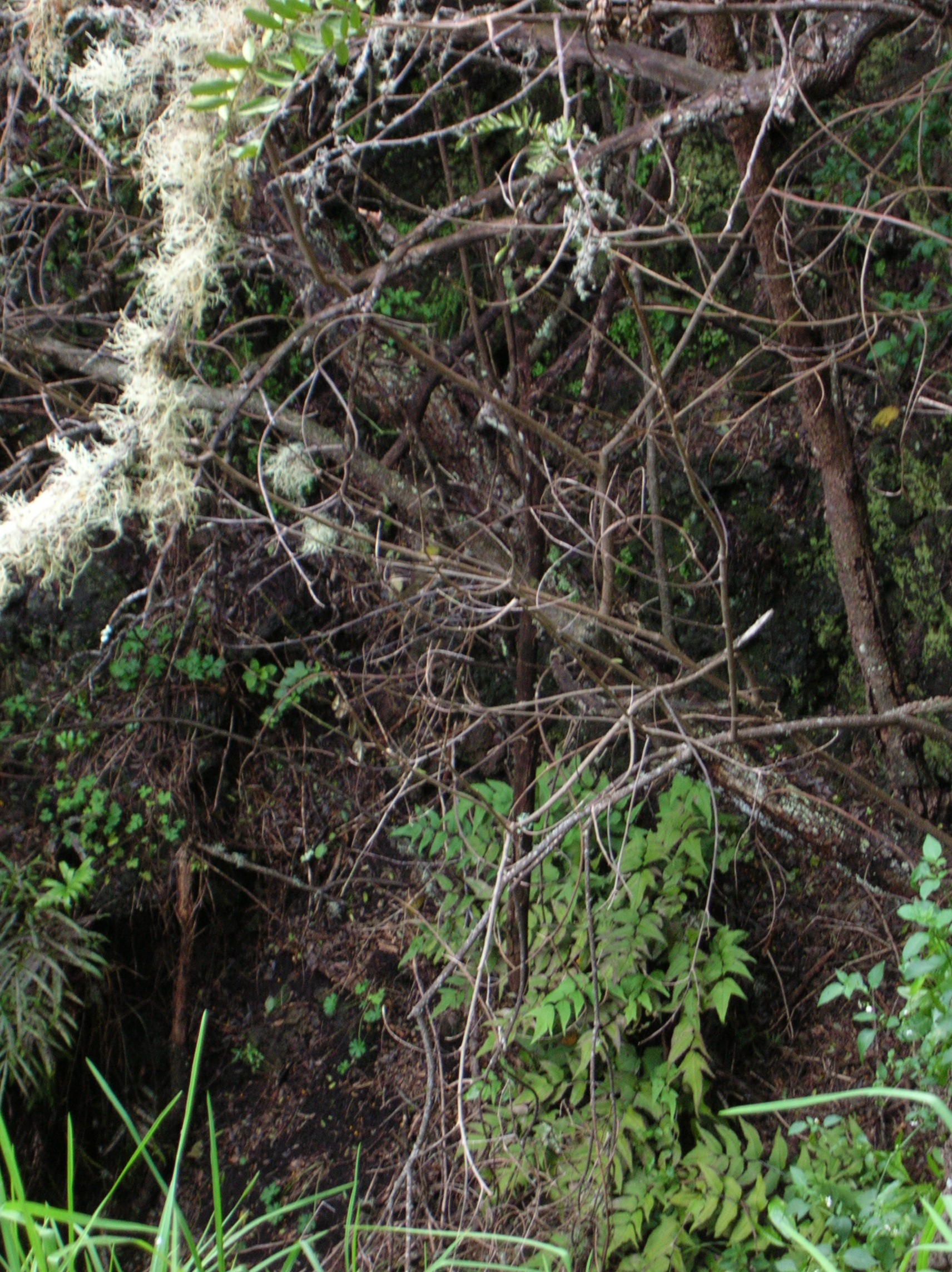
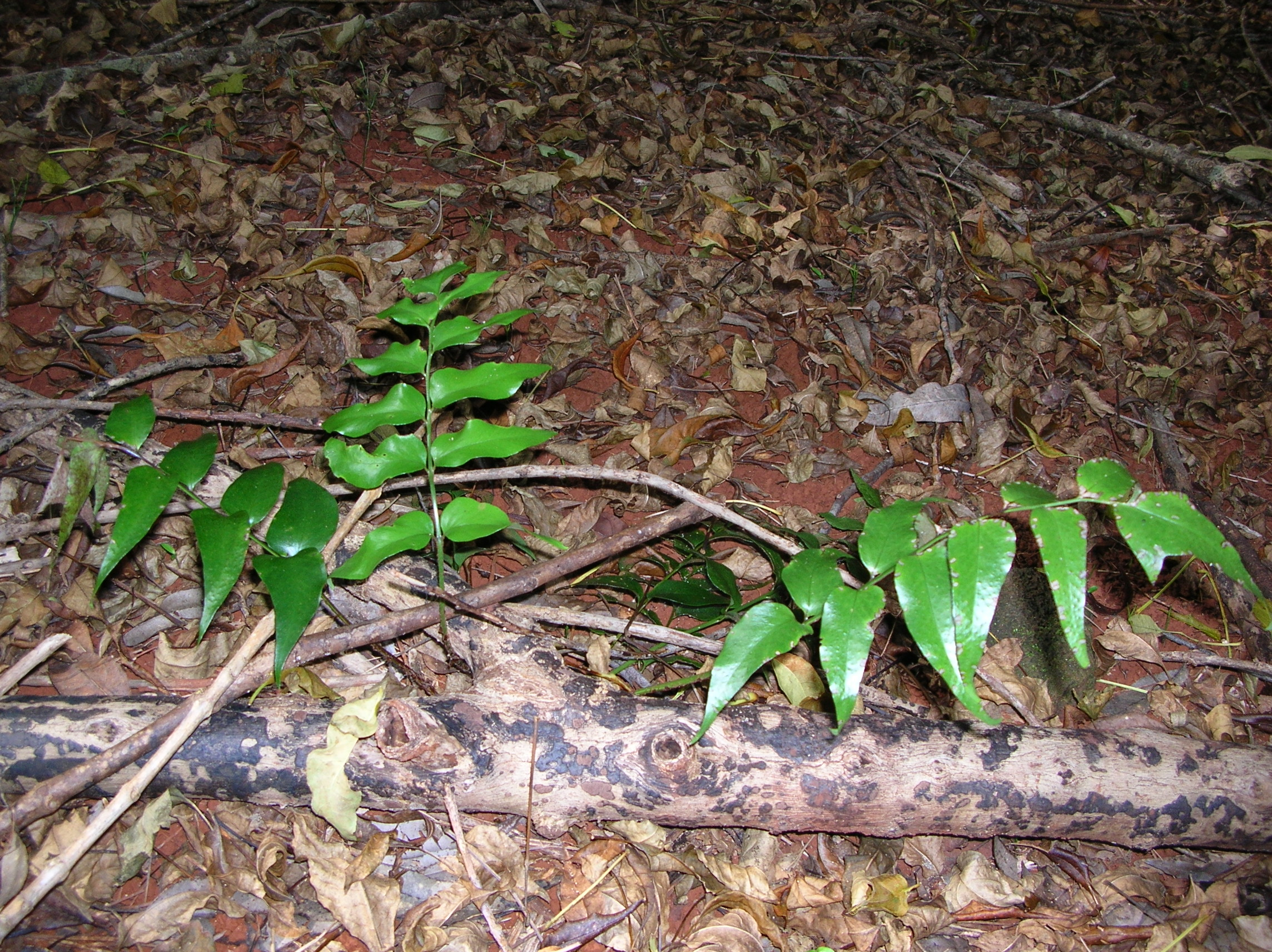
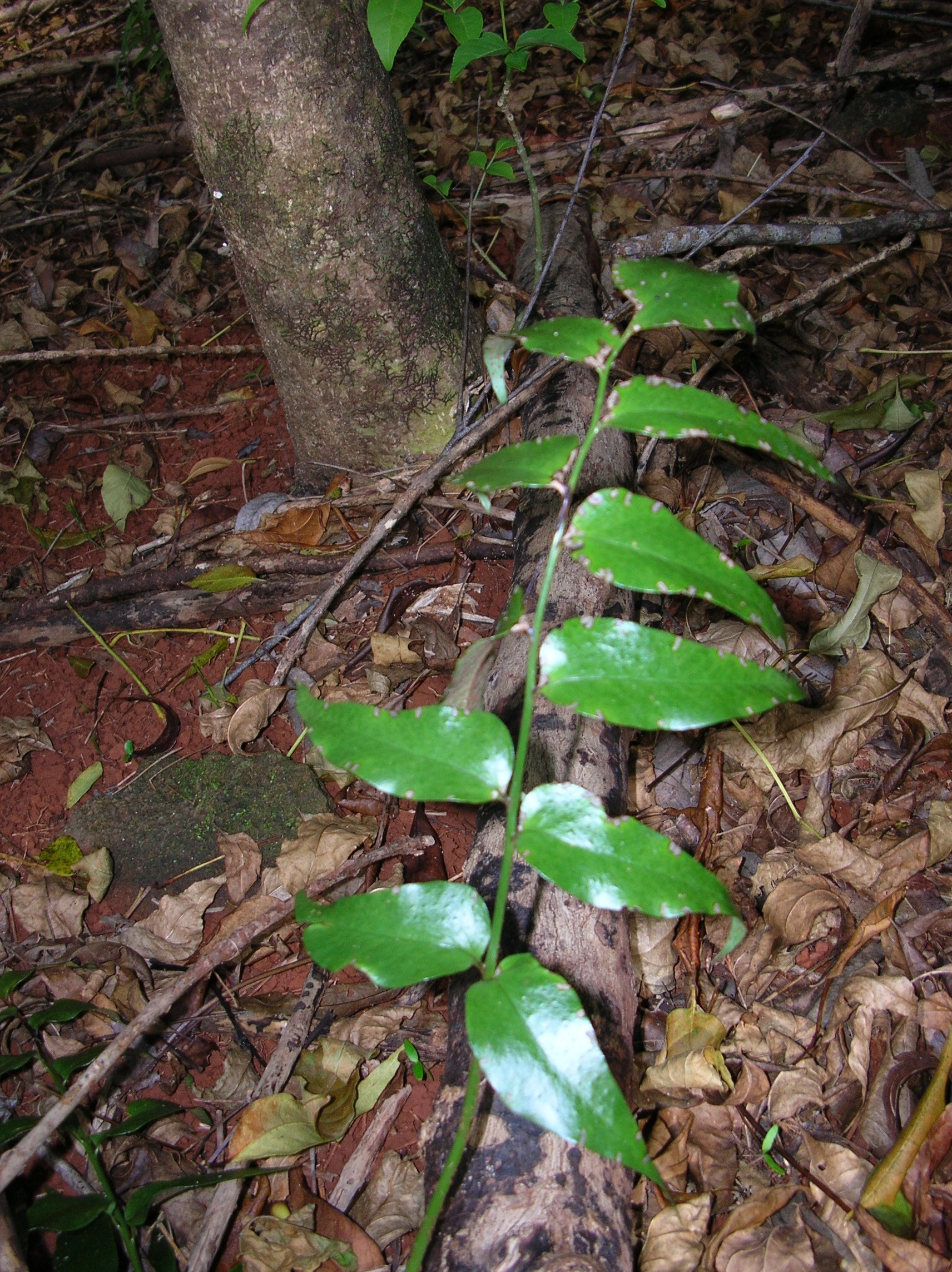
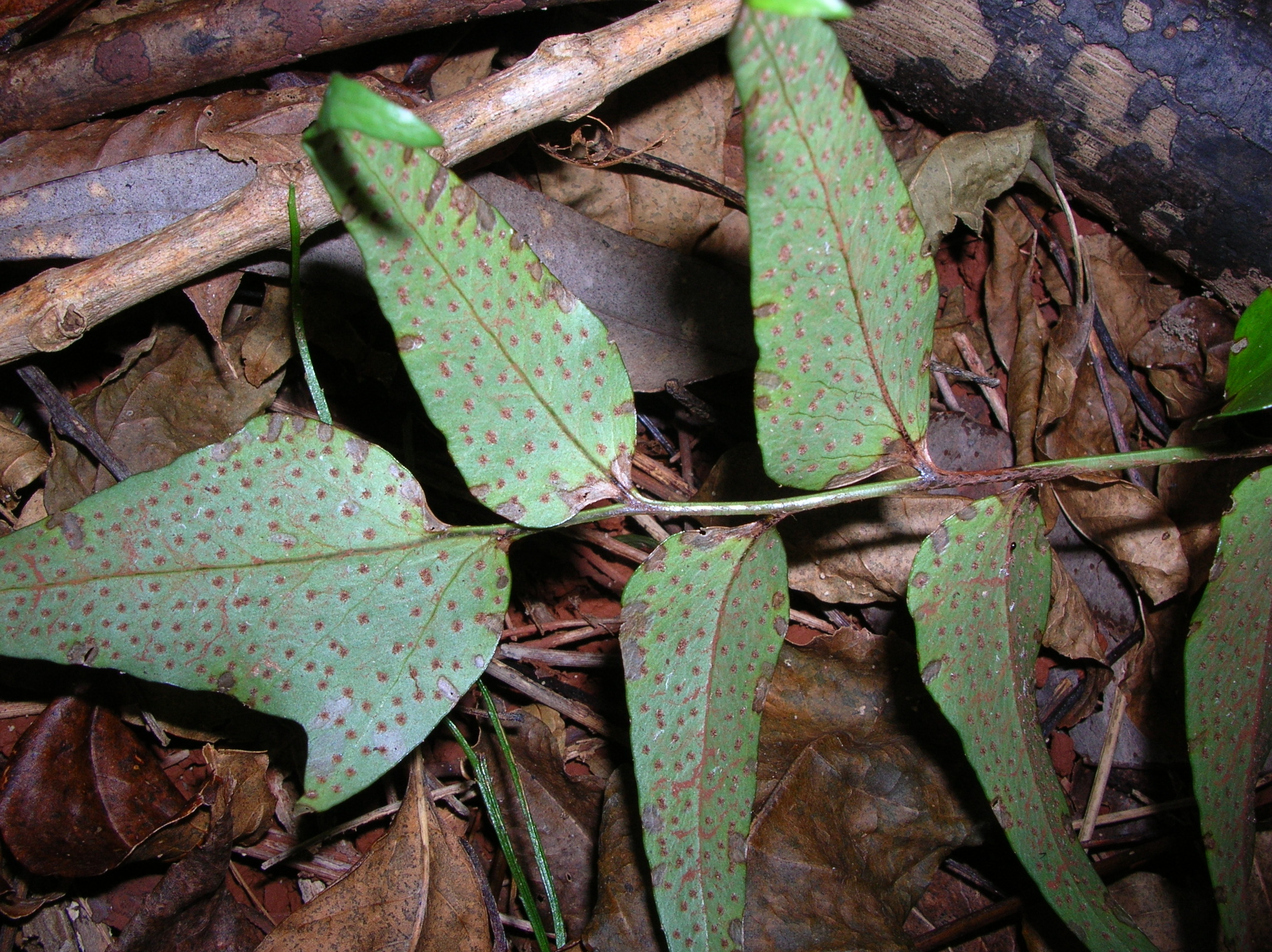